# Association française des pôles de compétitivité
Pour les articles homonymes, voir AFPC.
L’Association française des pôles de compétitivité (AFPC), créée le 16 décembre 2013, réunit 56 des 71 pôles de compétitivité français.
Elle représente près de 18000 d'entreprises innovantes (petites et moyennes entreprises (PME), grands groupes et entreprises de taille intermédiaire (ETI) ) et 2000 établissements d’enseignement supérieur et laboratoires. 
Elle s'est fixé comme objectifs de promouvoir le rôle des pôles de compétitivité dans l'innovation française, de les soutenir auprès des pouvoirs publics aux niveaux français et européen, et d’accompagner les PME membres de ces pôles dans leur recherche de financements. 
L'AFPC est membre de la plateforme européenne de collaboration entre pôles de compétitivité (ECCP).

## Historique
L’Association française des pôles de compétitivité a été créée le 16 décembre 2013, avec le soutien de la Caisse des dépôts et consignations et de la Direction générale des entreprises du ministère de l'Économie et des Finances. 
En dix ans, les pôles de compétitivité membres de l'AFPC ont mené environ 1 600 projets collaboratifs, pour un investissement de 6,8 milliards d'euros de dépenses en recherche et développement. 
Depuis mai 2015, l'AFPC anime la plateforme nationale de coordination des pôles de compétitivité pour le projet "Industrie du futur" du gouvernement français.

## Missions
Les missions attribuées à l'AFPC sont les suivantes, :
Mission 1 - Valoriser les pôles de compétitivité vis-à-vis de l’État et des Régions dans la dynamique d’innovation française    
L’objectif de l'AFPC est ici de favoriser la transmission des résultats obtenus au sein des différents territoires, à la fois vis-à-vis des innovations produits mais aussi concernant les créations d’entreprises et d’emplois.  
Mission 2 - Porter les voix des pôles et de leurs membres auprès des pouvoirs publics européens
Cette mission promeut l'interaction avec la Commission européenne, afin de favoriser les collaborations avec les pôles de compétitivité et les organisations de l’Union européenne, et d'augmenter la participation des entreprises françaises aux programmes communautaires tels que Horizon 2020 ou COSME. 
Depuis fin 2015, l'AFPC dispose d'un bureau à Bruxelles servant de relai avec les institutions européennes.  
Mission 3 - Soutenir et promouvoir les petites et moyennes entreprises membres des pôles de compétitivité
L'AFPC souhaite rendre l'accès  aux financements privés et aux grands marchés plus aisé pour les PME de ses membres.

## Gouvernance
L'AFPC ne dispose pas de bureaux, et s'appuie sur l'activité de ses pôles membres au sein des Commissions et des Groupes de travail.   
Direction :  
- Président : Jean-Luc Beylat (Président du Pôle Systematic Paris-Region)

### Bureau
Le bureau se réunit chaque mois en audioconférence. 
Il a pour mission de définir les objectifs et les orientations de l'Association.
Ce bureau compte 17 pôles membres élus, représentés par leur Présidents.

### Conseil d'administration
L'AFPC dispose d'un Conseil d'administration de 30 pôles membres élus.

### Commissions
L'AFPC dispose de trois commissions, chacune responsable d'une mission de l'Association.

## Membres
L'AFPC compte 55 des 69 pôles de compétitivité français. 